# Iñaki Alcelay
Iñaki Alcelay Larrión (Legazpia, Guipúzcoa, España, 5 de agosto de 1961) es un exfutbolista español que se desempeñaba como delantero.

## Trayectoria
Formado en un club local llamado Ilitxa Legazpi antes de unirse al Real Sociedad. Se desempeñaba como delantero disputando el torneo de la Segunda División B de España con el filial donostiarra. Luego jugó para el Sabadell y luego para el Lleida en un contrato de dos años en donde estuvo un ascenso a la Segunda División de España.
Se retiró del fútbol jugando para la Unió Esportiva Lleida en 1991, tras una lesión al romperse el tendón de Aquiles lo que hizo que rescindiera su contrato.

## Clubes
| Club          | País   | Año         |
| ------------- | ------ | ----------- |
| San Sebastián | España | 1981 - 1984 |
| Sabadell      | España | 1984 - 1985 |
| Lleida        | España | 1985 - 1987 |
| Sabadell      | España | 1987 - 1991 |